# SBK2
SBK2 (англ. SH3 domain binding kinase family member 2) – білок, який кодується однойменним геном, розташованим у людей на довгому плечі 19-ї хромосоми. Довжина поліпептидного ланцюга білка становить 348 амінокислот, а молекулярна маса — 38 088.
| 10         |  | 20         |  | 30         |  | 40         |  | 50         |
| ---------- |  | ---------- |  | ---------- |  | ---------- |  | ---------- |
| MPGKQSEEGP |  | AEAGASEDSE |  | EEGLGGLTLE |  | ELQQGQEAAR |  | ALEDMMTLSA |
| QTLVRAEVDE |  | LYEEVRPLGQ |  | GCYGRVLLVT |  | HRQKGTPLAL |  | KQLPKPRTSL |
| RGFLYEFCVG |  | LSLGAHSAIV |  | TAYGIGIESA |  | HSYSFLTEPV |  | LHGDLMAFIQ |
| PKVGLPQPAV |  | HRCAAQLASA |  | LEYIHARGLV |  | YRDLKPENVL |  | VCDPACRRFK |
| LTDFGHTRPR |  | GTLLRLAGPP |  | IPYTAPELCA |  | PPPLPEGLPI |  | QPALDAWALG |
| VLLFCLLTGY |  | FPWDRPLAEA |  | DPFYEDFLIW |  | QASGQPRDRP |  | QPWFGLAAAA |
| DALLRGLLDP |  | HPRRRSAVIA |  | IREHLGRPWR |  | QREGEAEAVG |  | AVEEEAGQ   |

A: Аланін

C: Цистеїн

D: Аспарагінова кислота

E: Глутамінова кислота

F: Фенілаланін

G: Гліцин

H: Гістидин

I: Ізолейцин

K: Лізин

L: Лейцин

M: Метіонін

N: Аспарагін

P: Пролін

Q: Глутамін

R: Аргінін

S: Серин

T: Треонін

V: Валін

W: Триптофан

Кодований геном білок за функціями належить до трансфераз, кіназ, серин/треонінових протеїнкіназ. 
Білок має сайт для зв'язування з АТФ, нуклеотидами. 